# Clausicella geniculata
Clausicella geniculata là một loài ruồi trong họ Tachinidae.